# 조지 폴리아 상
조지 폴리아 상(George Pólya Prize)은 미국의 과학기술상이다. 산업 및 응용 수학 협회 (SIAM)에는 포여 죄르지 (영어 발음: 조지 폴리아)의 이름을 딴 세 가지 상이 있는데, 2013년에 제정된 '수학 박람회를 위한 조지 폴리아 상', 1969년에 제정되어 1971년에 처음 수여된 '응용 조합론 분야 조지 폴리아 상', 그리고 박람회 상과 응용 조합론 상을 보완하기 위해 1992년에 제정된 '수학 분야 조지 폴리아 상'으로 나눠진다. 프랭크 하라리와 윌리엄 토머스 텃은 조합론 분야의 상을 제정하기 위해 1969년에 기부했다. 현재 세 가지 SIAM 상에 대한 자금은 포여 죄르지의 아내인 포여 스텔라의 재산으로 마련하고 있다.

## 조합론 수상자
| 연도 | 수상자 이름           |
| 1971 | 로널드 그레이엄       |
| 1971 | 클라우스 리브         |
| 1971 | 브루스 리 로스차일드  |
| 1971 | 알프레드 W. 헤일스    |
| 1971 | R. I. 주엣            |
| 1975 | 리처드 P. 스탠리      |
| 1975 | 세메레디 엔드레       |
| 1975 | 리처드 마이클 윌슨    |
| 1979 | 로바스 라슬로         |
| 1983 | 앤더스 비요르너       |
| 1983 | 폴 시모어             |
| 1987 | 앤드루 야오           |
| 1992 | 길 칼라이             |
| 1992 | 사하론 셸라흐         |
| 1994 | 그레고리 추드노프스키 |
| 1994 | 해리 케스텐           |
| 1996 | 제프 칸               |
| 1996 | 데이비드 라이머       |
| 1998 | 퍼시 딥               |
| 1998 | 저우 신               |
| 1998 | 피터 사르낙           |
| 2000 | 노가 알론             |
| 2002 | 크레이그 트레이시     |
| 2002 | 해럴드 위덤           |
| 2004 | 닐 로버트슨           |
| 2004 | 폴 시모어             |
| 2006 | 그렉 롤러             |
| 2006 | 오데드 슈람           |
| 2006 | 벤델린 베르너         |
| 2008 | 부 하 반              |
| 2010 | 에마뉘엘 칸데스       |
| 2010 | 테런스 타오           |
| 2012 | 보이테크 뢰들         |
| 2012 | 마티아스 샤흐트       |
| 2014 | 아담 마커스           |
| 2014 | 다니엘 스필먼         |
| 2014 | 니킬 스리바스타바     |
| 2016 | 발로그 요제프         |
| 2016 | 로버트 모리스         |
| 2016 | 보이치에흐 사모티이   |
| 2016 | 데이비드 색스턴       |
| 2016 | 앤드루 토마슨         |
| 2018 | 수상자 없음           |
| 2021 | 아세포 게브레메딘     |
| 2021 | 프레드릭 맨           |
| 2021 | 알렉스 포텐           |
| 2022 | 안티 쿠피아이넨       |
| 2022 | 레미 로즈             |
| 2022 | 빈센트 바르가스       |